# Tobias Abstreiter
Tobias Abstreiter (* 6. Juli 1970 in Landshut) ist ein ehemaliger deutscher Eishockeyspieler sowie derzeitiger -trainer und -funktionär, der in der Deutschen Eishockey Liga unter anderem bei den Straubing Tigers spielte. Derzeit ist er Trainer der deutschen U20-Nationalmannschaft.

## Karriere
Tobias Abstreiters Karriere begann 1986 beim EV Landshut in der 1. Bundesliga. Zur Saison 1993/94 wechselte er zum EC Hedos München und wurde mit diesem im selben Jahr Deutscher Meister. Die nächste Saison verbrachte er zuerst bei den München Mad Dogs, wechselte dann aber während der Saison zu den Kölner Haien und wurde mit diesen erneut Deutscher Meister.
1997/98 verbrachte Abstreiter eine Oberliga-Saison beim TSV Erding. Im Sommer 1998 unterschrieb er einen Vertrag bei den Kassel Huskies. Hier wurde er zum Führungsspieler und Kapitän der Mannschaft. Nach einer wechselhaften Saison 2005/06, die mit dem Abstieg der Huskies in die 2. Bundesliga endete, wechselte Abstreiter zum Aufsteiger Straubing Tigers. Zurück in seiner bayerischen Heimat unterschrieb er einen Vertrag bis 2008.
Sein jüngerer Bruder Peter Abstreiter stürmte in der Saison 2006/07 ebenfalls für die Tigers.
Nach der Beendigung seiner Spielerkarriere wurde Tobias Abstreiter 2008 Sportmanager beim ERC Ingolstadt, bevor er zur Saison 2009/10 zu den Landshut Cannibals wechselte, wo er bis 2011 die Position des Cheftrainers einnahm. Nach einem Jahr Auszeit, in dem er als Experte für die Fernsehsendung Servus Hockey Night arbeitete, kehrte er zu Beginn der DEL-Saison 2014/2015 zum aktiven Eishockey zurück und assistierte Christof Kreutzer sowie ab der Saison 2017/18 Mike Pellegrims als Co-Trainer bei der Düsseldorfer EG. Nach der Entlassung Pellegrims Ende Januar 2018 übernahm Abstreiter bis Saisonende das Cheftraineramt. Ab der Saison 2018/19 unterstützte Abstreiter den neuen DEG-Coach Harold Kreis wieder in seiner Funktion als Co-Trainer. Zum Abschluss der Saison 2018/19 verließ Abstreiter die DEG und übernahm beim DEB die Rolle als Trainer der U20-Nationalmannschaft.

### International
Für die deutsche Nationalmannschaft hat er an den Weltmeisterschaften 1994, 2000, 2001, 2002, 2003 und 2004 teilgenommen. Des Weiteren wurde er für die Olympischen Spiele 2002 in Salt Lake City nominiert. Dort erreichte er mit dem deutschen Team den achten Platz. Insgesamt absolvierte Abstreiter 48 A-Länderspiele, in denen er 21 Scorerpunkte erzielen konnte.

## Erfolge und Auszeichnungen
- 1994 Deutscher Meister mit dem EC Hedos München
- 1995 Deutscher Meister mit den Kölner Haien
- 1999 Teilnahme am DEL All-Star Game
- 2002 Teilnahme am DEL All-Star Game
- 2004 Teilnahme am DEL All-Star Game
- 2018 Aufnahme in die „Hall of Fame“ des deutschen Eishockeys[5]

## Karrierestatistik
(Legende zur Spielerstatistik: Sp oder GP = absolvierte Spiele; T oder G = erzielte Tore; V oder A = erzielte Assists; Pkt oder Pts = erzielte Scorerpunkte; SM oder PIM = erhaltene Strafminuten; +/− = Plus/Minus-Bilanz; PP = erzielte Überzahltore; SH = erzielte Unterzahltore; GW = erzielte Siegtore; 1 Play-downs/Relegation; Kursiv: Statistik nicht vollständig)